# Poignard (contre-torpilleur)
Pour les articles homonymes, voir Poignard.
Le Poignard est un des dix contre-torpilleurs de classe Branlebas construits pour la marine française au cours de la première décennie du XXe siècle.

## Carrière
Le 6 septembre 1911, lors de manœuvres au large de Hyères, le Poignard entre en collision avec le cuirassé Saint Louis. Lorsque la Première Guerre mondiale éclate en août 1914, le Poignard est affecté à la 5e escadrille de torpilleurs de la 1re armée navale.
Au cours des phases préliminaires de la bataille d'Antivari le 16 août, les 1ère, 4e et 5e flottilles de contre-torpilleurs sont chargées d’escorter le gros de la 1ère armée navale tandis que les 2e, 3e et 6e flottilles escortent les croiseurs cuirassés de la 2e escadre légère et deux croiseurs britanniques. Après avoir réuni les deux groupes et repéré le croiseur protégé austro-hongrois SMS Zenta et le destroyer SMS Ulan, les contre-torpilleurs français ne jouèrent aucun rôle dans le naufrage du croiseur, bien que la 4e flottille ait été envoyée à la poursuite infructueuse du Ulan. Après avoir brisé le blocus austro-hongrois d’Antivari (aujourd’hui connu sous le nom de Bar), le vice-amiral Augustin Boué de Lapeyrère, commandant de la 1ère armée navale, décida de transporter des troupes et des fournitures jusqu’au port, escorté par la 2e escadrille légère et les 1re et 6e flottilles de contre-torpilleurs pendant que le reste de la 1ère armée navale bombardait le 1er septembre la base navale austro-hongroise de Cattaro, au Monténégro. Quatre jours plus tard, la flotte assure l’évacuation de Danilo, prince héritier du Monténégro, vers l’île grecque de Corfou. La flottille escorte plusieurs petits convois chargés de fournitures et d’équipements jusqu’à Antivari, à partir d’octobre et jusqu’à la fin de l’année, toujours couverts par les plus grands navires de l’armée navale dans des tentatives futiles d’attirer la flotte austro-hongroise dans la bataille. 
En février 1915, le Poignard et ses navires jumeaux Fanfare et Sabretache sont réunis avec le reste de la cinquième flottille de contre-torpilleurs, bloquant les Dardanelles pour empêcher une percée en Méditerranée de l’ancien croiseur de bataille allemand Yavuz Sultan Selim et du croiseur léger Midilli.